# 신분당선 D000호대 전동차
신분당선 D000호대 전동차는 신분당선 개통과 함께 도입된 신분당선주식회사와 경기철도, 그리고 새서울철도의 통근형 전동차다. 부산 도시철도 4호선에 이어 두 번째로 별도의 운전실 없이 무인운전 기능을 갖춘 중전철급의 통근형 전동차로, 현재 총 6량 23개 편성(138량)이 운행하고 있다.

## 구분

### 1차 도입분 (D01~D12편성,2010년4월~2011년1월)
- 광교차량사업소 소속: D01~D12편성
- 도입: 2010년 4월 11일~2011년 1월 21일

2011년 10월 28일 강남~정자 구간 개통 직전에 도입됐다. 현대로템 창원공장에서 제작되어 영등포역을 경유하여 안산역으로 갑종회송된 후, 수서차량기지를 경유하여 분당선 연결선로를 통해 분당차량사업소로 이송됐다.

### 2차 도입분 (D13~D20편성,2014년9월~2015년3월)
- 도입: 2014년 9월 22일~2015년 3월 17일

2016년 1월 30일 정자~광교 구간 개통을 앞둔 채 도입됐다. 현대로템 창원공장에서 제작되어 두 가지 방식으로 도입됐는데, D13~D14편성은 의왕역으로 갑종회송된 후 트레일러에 적재되어 광교차량기지로 을종회송됐고, D15~D20편성은 왕십리역으로 갑종회송된 후 정자역 연결선로를 통해 광교차량사업소로 이송됐다.

### 3차 도입분 (D21~D23편성,2020년6월~8월)
- 도입: 2020년 6월 10일~8월 21일

2022년 5월 28일 강남~신사 구간 개통을 앞둔 시점에 도입됐다. 현대로템 창원공장에서 제작되어 2가지 방식으로 도입됐는데, D21~D22편성은 2020년 7월 20일과 9월 9일에 일로역으로 1차 갑종회송된 후 시운전을 하다가 동년 11월 17일과 12월 1일에 왕십리역으로 2차 갑종회송되어 정자역 구내 연결선로를 통해 광교차량기지로 이송됐고, D23편성은 2020년 11월 22일에 왕십리역으로 갑종회송되어 똑같은 경로로 이송됐다.

## 기술적 사양
중전철 차량으로는 처음으로 신분당선에 도입된 무인운전 환경을 고려하고 신기술을 도입하여 제작된 차량으로서 기술시험전동차 AUTS의 기술이 다수 사용되고 있는 것이 특징이다. 차체는 스테인리스를 사용하고 있으며 출입문은 플러그 인 방식을 채택하여 차음성과 기밀성이 양호해졌다.

### 무인운전
신분당선은 전구간에 RF-CBTC를 사용한 무인운전 시스템을 도입하고 있다.
기본적인 차량의 시스템은 차내의 VOBC라는 차상 신호장치가 지상의 VCC관제 시설과 통신하여 열차 간격과 운행 지령을 통제하며 VOBC는 차내의 TCMS를 통해 차량 상태를 파악하고 차량의 이상 발생시 이를 관제사에게 통보하면 관제사는 통신 지령을 통해 조치를 할 수 있도록 되어있다. 따라서 운전실이 따로 설치되어 있지 않아 평시 운행때는 제어대를 덮개로 덮고 운행되며 필요시 기관사 업무를 수행한 안전요원이 항시에 승차해 비상시를 대비하도록 되어있다. 제어대 내부엔 일반적인 전동차의 운전 제어 기기가 있으며 접이식 간이 의자도 내장되어 있다.

### AUTS의 기술 도입
2010년 가을에 제작된 기술시험전동차인 AUTS에 도입된 일부 기술들이 본 전동차에 먼저 도입되고 있다. 이는 다음과 같다.
- 싱글암 팬터그래프 및 소형 경량화된 MCB
- WTB와 MVB통신체계가 적용된 신형 TCMS
- 화재감지 시스템 및 CCTV 설비
- 통합형 HVAC

### 실내 구성
선두차 각 전두부엔 관제실의 지령하에 유압으로 작동된 비상 탈출문이 설치되어 있으며 휠체어 이용이 가능하도록 되어있다. 실내는 롱시트로 되어있으며 주황색, 파란색으로 나뉜 모켓시트로 되어있다. 출입문은 열림 방향을 표시한 LED등이 출입문 좌우 측면에 설치되어 있으며 실내등 또한 모두 LED방식으로 되어있다. 신분당선주식회사의 전동차의 경우 백열 전조등과 램프 형식의 차내 노선도를 사용하고, 후기 반입된 경기철도 전동차의 경우 백열 전조등이 아닌 LED 등과 디지털 모니터 형식의 차내 노선도를 사용하고 있다.

### 분당선구간 직통운행
신분당선주식회사 전동차의 경우, 신분당선 정자역 - 광교역 구간 개통 및 광교차량기지 완공 이전까지 본 전동차의 검수는 한국철도공사 분당차량기지에서 위탁받았으며, 미금역 - 정자역 간 연결선을 통해 입출고가 이루어졌고, 현재도 일부 경·중정비 및 검수를 위해서 이루어진다. 이를 위하여 열차엔 ATC가 설치되어 있으며 이 때엔 기관사가 탑승해 직접 수동 운전하며 여객은 취급하지 않았다.

## 편성과 운용
현재 편성 현황은 다음과 같다. 6량으로 운행된다.
| ← 신사 방향 | D1XX (Tc1) | D2XX (M1) | D3XX (M2) | D4XX (T) | D7XX (M1) | D0XX (Tc2) | 광교 방향 → |

## 배속
- D01~D23편성: 광교차량사업소, 6량(단, 일부 열차는 일부 경·중정비 및 검수를 위해 분당차량사업소에서 위탁 운영)

## 현재 운행구간
- ● 신분당선: 신사 - 광교(경기대)

## 현황
현재 운행 중인 차량은 굵은 글씨로 표시하였다.
D01~D12편성까지는 신분당선 소속 전동차이며, D13~D20편성까지는 경기철도 소속 전동차이고, D21~D23편성은 새서울철도 소속이다. 
경전철을 제외하고 대한민국 최초로 숫자가 아닌 문자로 편성번호를 매겼다.
| 차호     | 도입 시기 | 운행 중단 시기 | 비고 |
| -------- | --------- | -------------- | ---- |
| D01 편성 | 2010년    | 운행 중        |      |
| D02 편성 | 2010년    | 운행 중        |      |
| D03 편성 | 2010년    | 운행 중        |      |
| D04 편성 | 2010년    | 운행 중        |      |
| D05 편성 | 2010년    | 운행 중        |      |
| D06 편성 | 2010년    | 운행 중        |      |
| D07 편성 | 2010년    | 운행 중        |      |
| D08 편성 | 2010년    | 운행 중        |      |
| D09 편성 | 2010년    | 운행 중        |      |
| D10 편성 | 2010년    | 운행 중        |      |
| D11 편성 | 2011년    | 운행 중        |      |
| D12 편성 | 2011년    | 운행 중        |      |
| D13 편성 | 2014년    | 운행 중        |      |
| D14 편성 | 2014년    | 운행 중        |      |
| D15 편성 | 2015년    | 운행 중        |      |
| D16 편성 | 2015년    | 운행 중        |      |
| D17 편성 | 2015년    | 운행 중        |      |
| D18 편성 | 2015년    | 운행 중        |      |
| D19 편성 | 2015년    | 운행 중        |      |
| D20 편성 | 2015년    | 운행 중        |      |
| D21 편성 | 2020년    | 운행 중        |      |
| D22 편성 | 2020년    | 운행 중        |      |
| D23 편성 | 2020년    | 운행 중        |      |

## 사진

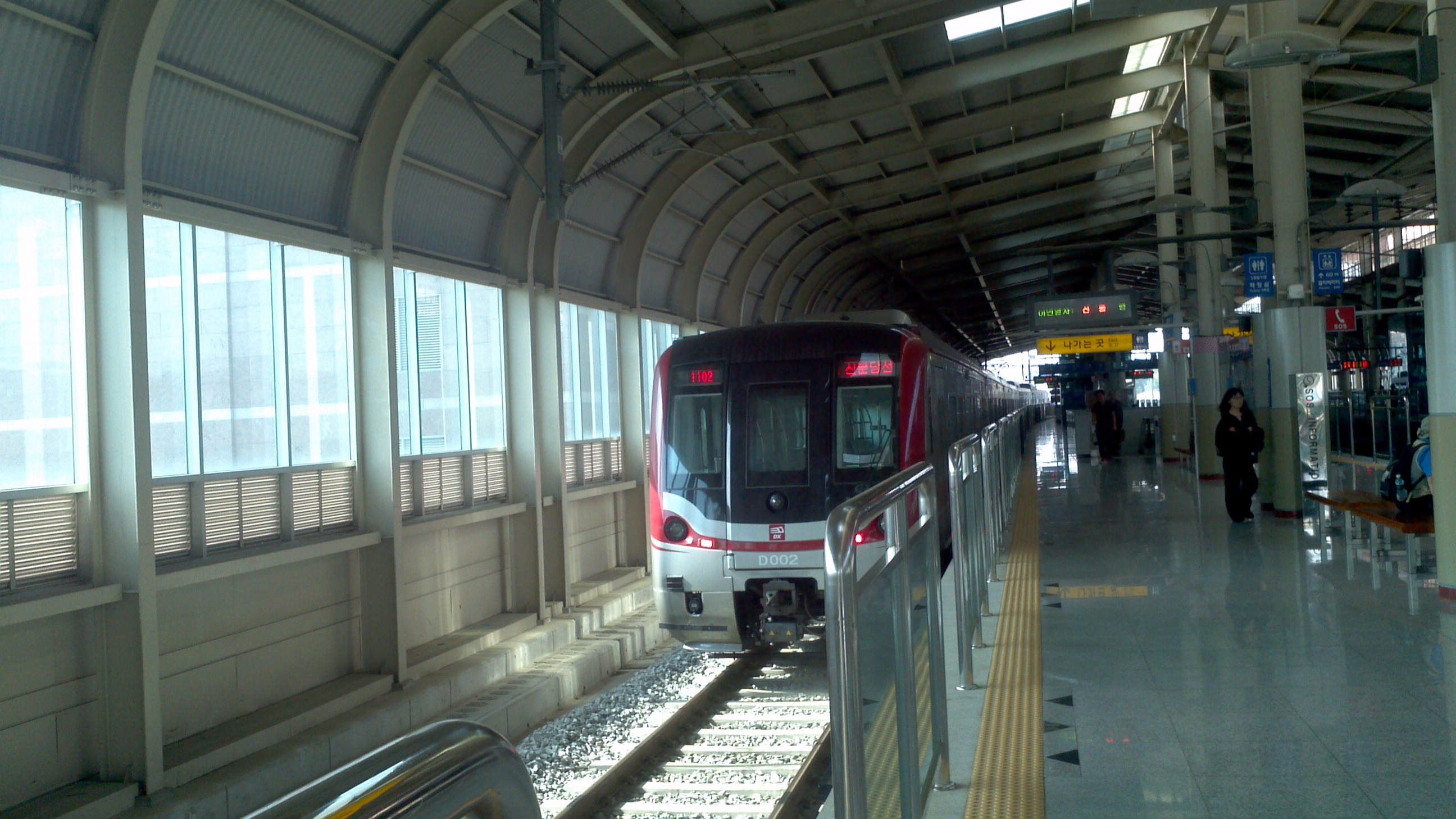
죽전역에서 대기중인 D02편성
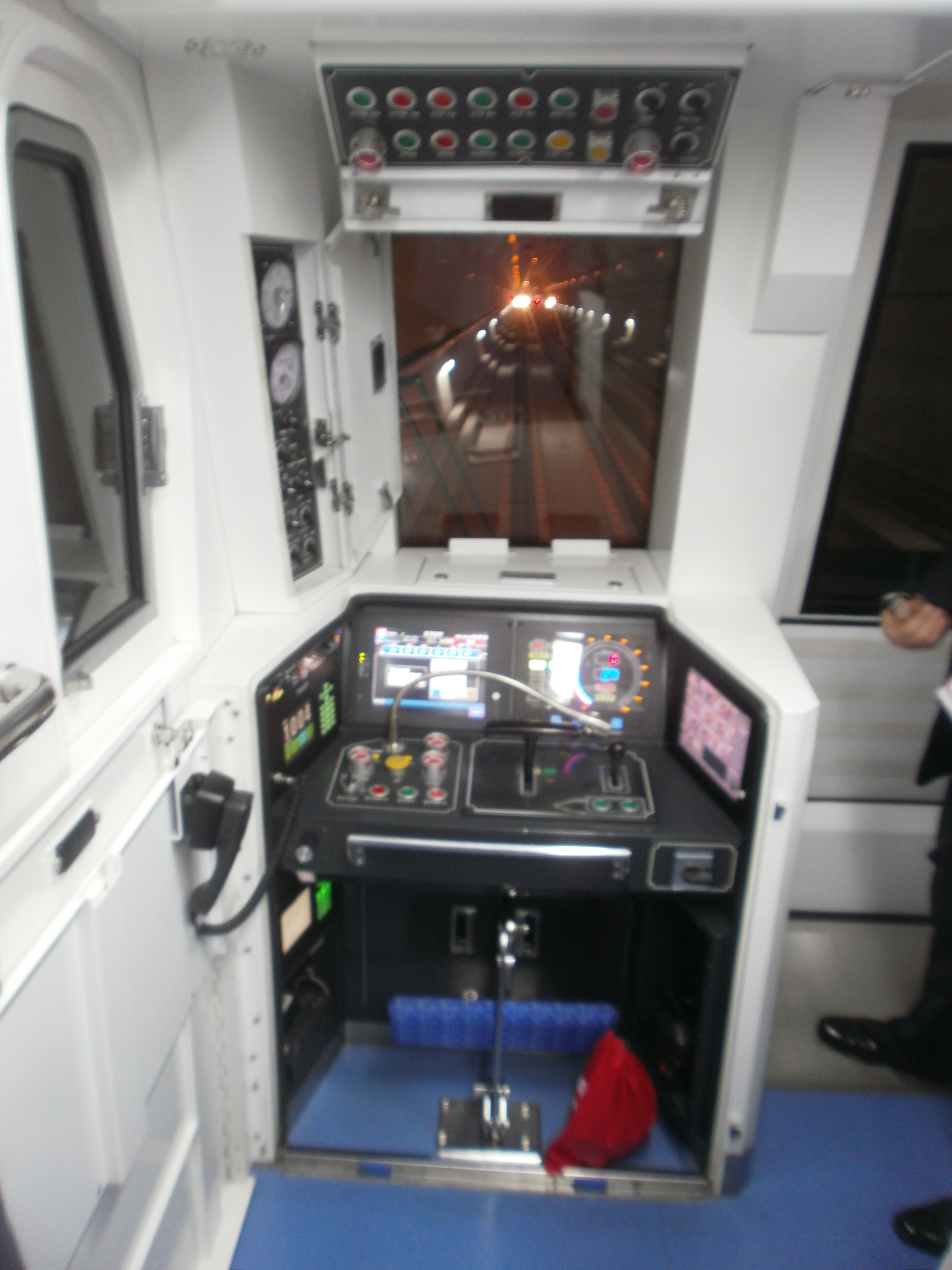
신분당선 열차 승무 제어대
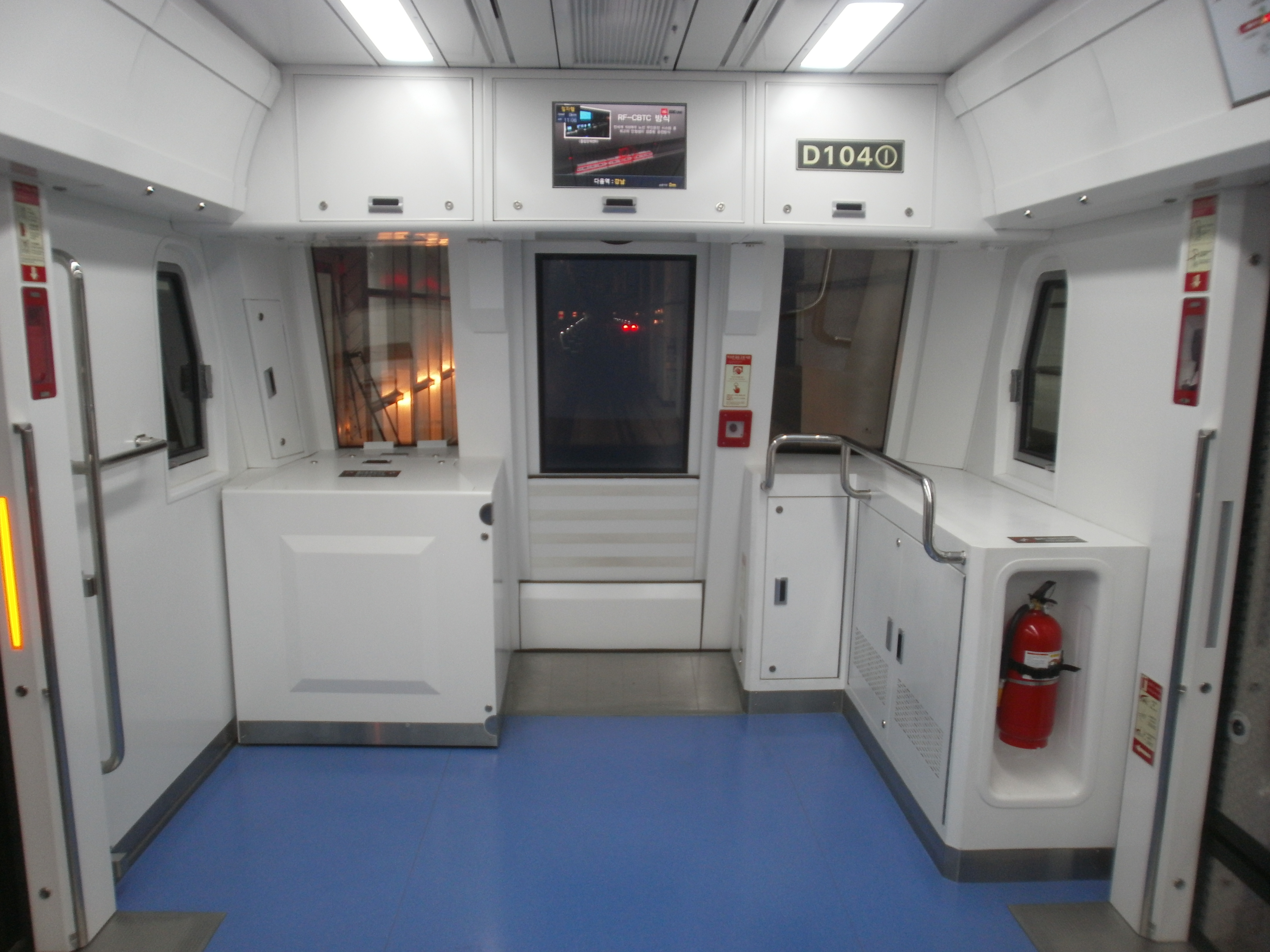
신분당선 열차 전망대
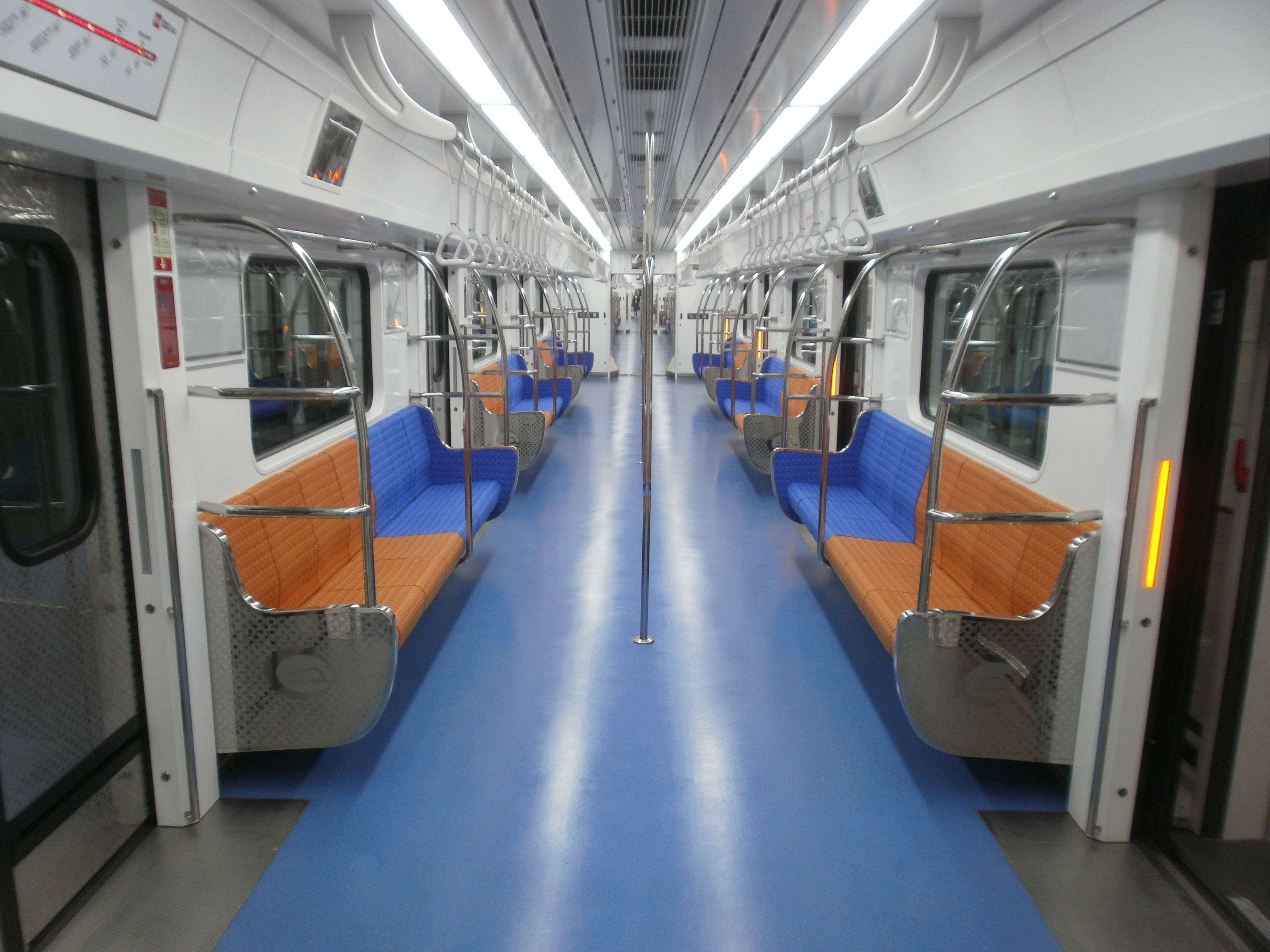
신분당선 열차 내부

## 같이 보기
- 신분당선
- 경기철도